# Seibertshausen

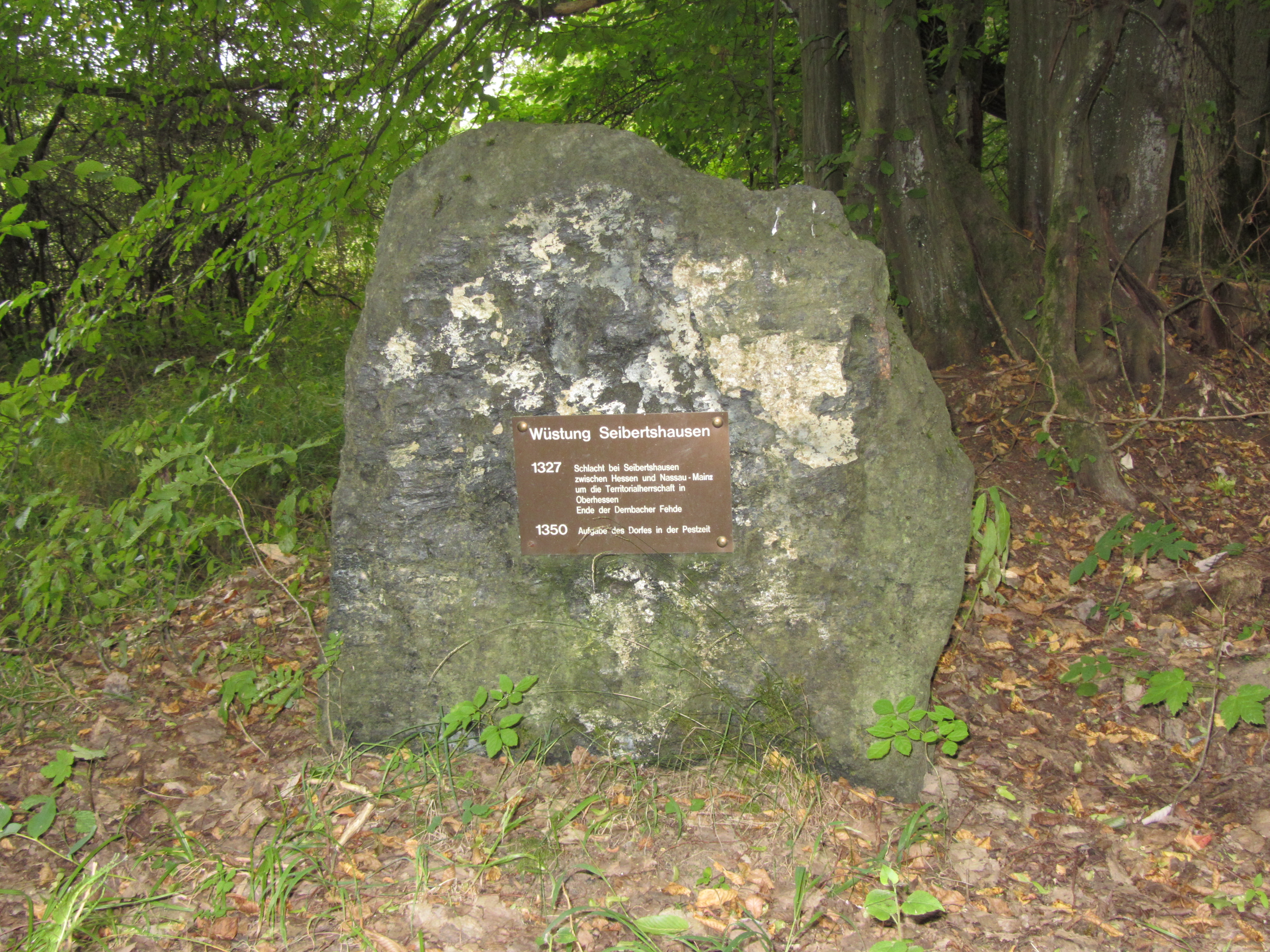
Gedenkstein an der Wüstung

Seibertshausen ist eine Wüstung im Hessischen Hinterland in der Gemarkung von Weidenhausen, einem heutigen Stadtteil der Stadt Gladenbach im mittelhessischen Landkreis Marburg-Biedenkopf.  Der Ort lag etwa 1 km südsüdwestlich von Weidenhausen bzw. etwa 5 km südwestlich von Gladenbach, unmittelbar südlich der B 255 am Oberlauf des Schönwassers auf einer Höhe von 310 m über NN im Seibertshäuser Grund.  Heute wird der gesamte Waldbezirk südlich von Weidenhausen mit dem Flurnamen „Seibertshausen“ bezeichnet.

## Schlacht bei Seibertshausen
Der Ort wurde dadurch bekannt, dass sich während der letzten und entscheidenden Phase der Dernbacher Fehde im Jahre 1327 in seiner unmittelbaren Nähe, direkt vor der als „Innen-Heege“ bekannten Landwehr, Truppen des Erzstifts Mainz und der Grafen von Nassau-Siegen und Nassau-Dillenburg ein schweres Gefecht  mit Truppen der Landgrafschaft Hessen lieferten, das mit einem Sieg des mainzisch-nassauischen Heeres unter seinem Feldhauptmann Johann von Nassau endete.

## Besitzverhältnisse
Nach dem Ende der Dernbacher Fehde, als Landgraf Heinrich II. von Hessen seinen durch die Nassauer aus der Herborner Mark vertriebenen Verbündeten auf hessischem Gebiet neuen Besitz gab und gleichzeitig diejenigen zur Abtretung von Gütern und Rechten zwang, die auf der Seite der letztlich unterlegenen Nassauer gestanden hatten, verkauften die Ritter Dammo der Jüngere von Muschenheim und Kraft von Bellersheim 1336 Güter in Seibertshausen an die Herren von Bicken, die am 21. Mai 1336 dem Dillenburger Grafen Heinrich III. ihre Burg Hainchen mit dem Großteil des zugehörigen Besitzes verkauft hatten.  Auch die aus der Herborner Mark vertriebenen und seit 1350 als hessische Lehnsmannen auf der Burg Neu-Dernbach sitzenden Herren von Dernbach erwarben Güter in Seibertshausen („Sifrideshusen“); noch im Jahre 1466 ist dort Dernbacher Besitz bekundet.

## Ende

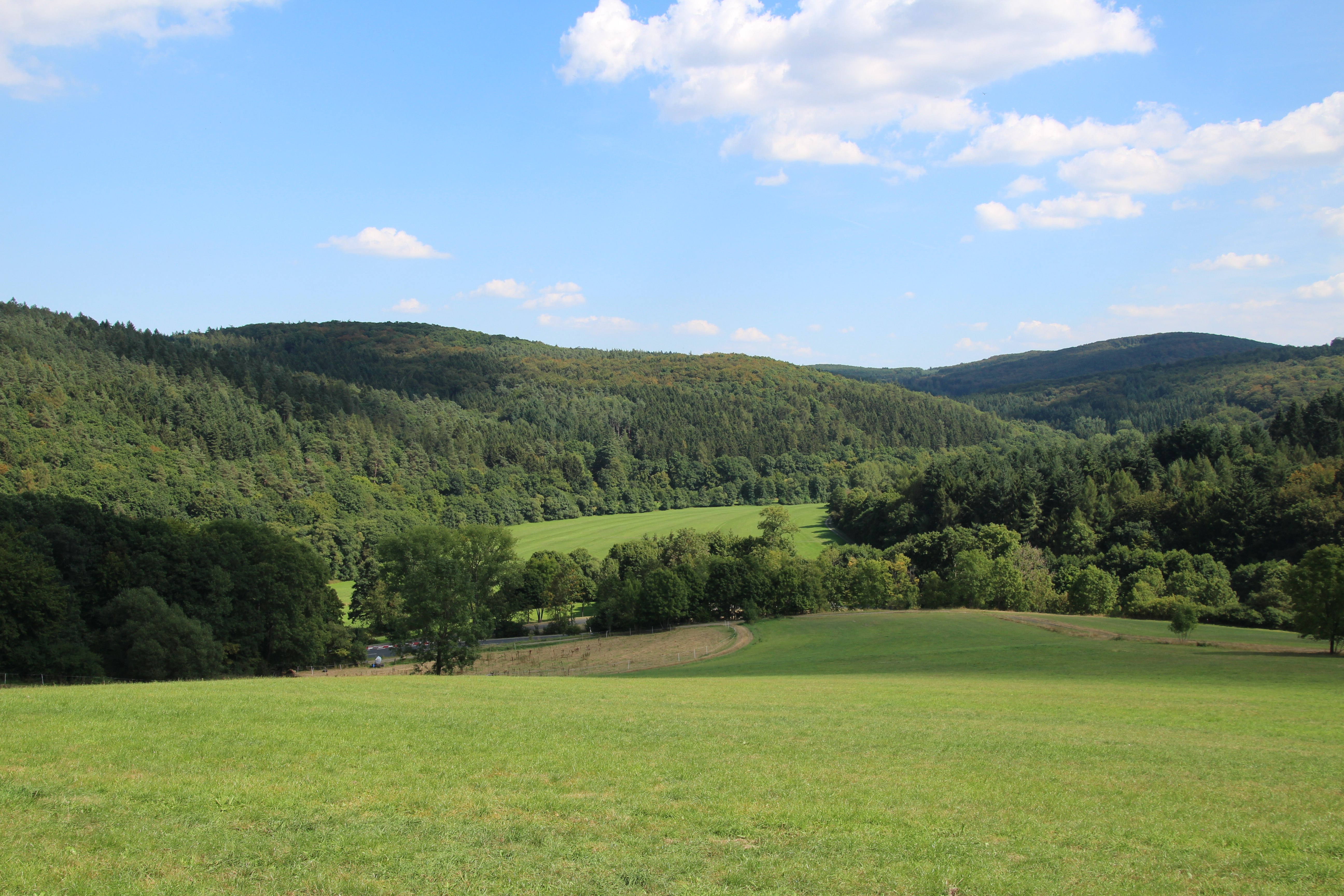
Der Seibertshäuser Grund

Ob der Ort zu dieser Zeit noch besiedelt war, ist nicht klar.  1377 wurde er noch als Dorf bezeichnet, war aber wohl schon vor 1400 wüst gefallen.  Man nimmt an, dass viele Einwohner in den Jahren 1348/1350 der Pest zum Opfer fielen und dass die Überlebenden nach Weidenhausen abwanderten, wo auf Grund der Pest ebenfalls viele Höfe leer standen.  
Die Feldflur ging in der von Weidenhausen auf. Ein Teilgebiet, meist Wald, erhielt Wommelshausen als Entschädigung für den Geländeverlust im Norden, aus dem die Gemarkung Dernbach mit der Burg Neu-Dernbach gebildet wurde.
Heute erinnert ein Gedenkstein mit einer darauf angebrachten Tafel an das untergegangene Dorf. Sonst sind keine Spuren mehr sichtbar.